# Lenchu Kunzang
Lenchu Kunzang (10 febbraio 1992) è una tiratrice a segno bhutanese.

## Carriera
Nata nel 1992, diventa ufficiale di polizia nel 2012. Viene notata e scelta dal Comitato Olimpico Bhutanese che cercava dei tiratori d'eccellenza che venissero da una formazione presso il centro d'addestramento della polizia. Nel 2013 diventa, quindi, parte del team nazionale ed viene allenata da Kunzang Choden.
Partecipa al primo evento internazionale nel 2014 ai Giochi asiatici di Incheon e ai Campionati asiatici di Al Kuwait, senza mai raggiungere la finale. Nel 2015 ha preso parte ai Giochi dell'Asia meridionale e successivamente raggiunge il punteggio minimo per prendere parte all'evento di carabina 10 metri ai Giochi olimpici di Rio. Alla cerimonia di chiusura dell'evento è stata portabandiera della delegazione bhutanese.